# 중옹
중옹(仲雍)은 중국 춘추시대 오나라(吳)의 제2대 군주이다. 성은 희(姬), 휘는 옹(雍), 자는 숙재(孰哉)이다. 주나라(周)의 고공단보(古公亶父)의 차남이다. 우중(虞仲)으로도 호칭 된다.

## 생애
아버지 고공단보의 뜻을 알아챈 형 태백과 우중(중옹)은 막내 동생 계력(季歷)에게 아버지의 뒤를 잇게 하라고, 형 태백이 동생 계력을 위한 행동을 동생 중옹이 따르고 형과 같이 행동했다. 형을 따라 이민족이 거주하는 지역으로 스스로 이동했다. 나중에는 주나라가 건국 되자, 주나라(周) 신하들이 태백과 우중을 본국으로 모시려 했지만, 중옹은 형을 따라서 이민족의 풍습을 행하였고, 변발을 하였고, 온몸에 문신을 새겼다. 형과 같이 중원에 돌아가는 것이 어울리지 않는 인물이다고 하여, 이를 거절했다.
오 태백은 사망하여, 아들이 없었다. 중옹(仲雍)은 뒤를 이어 오나라의 군주가 되었다. 오나라 제2대 군주로 재위하고, 사망하였다. 장례는 우산(虞山)에서 치렸고, 아들 계간(季簡)이 뒤를 이었다. 그의 능은 현재 장쑤성(江蘇省) 창수 시(常熟市) 우산 동쪽에 중옹의 묘가 위치하고 있다.
| 전 임 형 태백 | 제2대 오나라의 군주 | 후 임 아들 계간 |